# Religiile de mistere

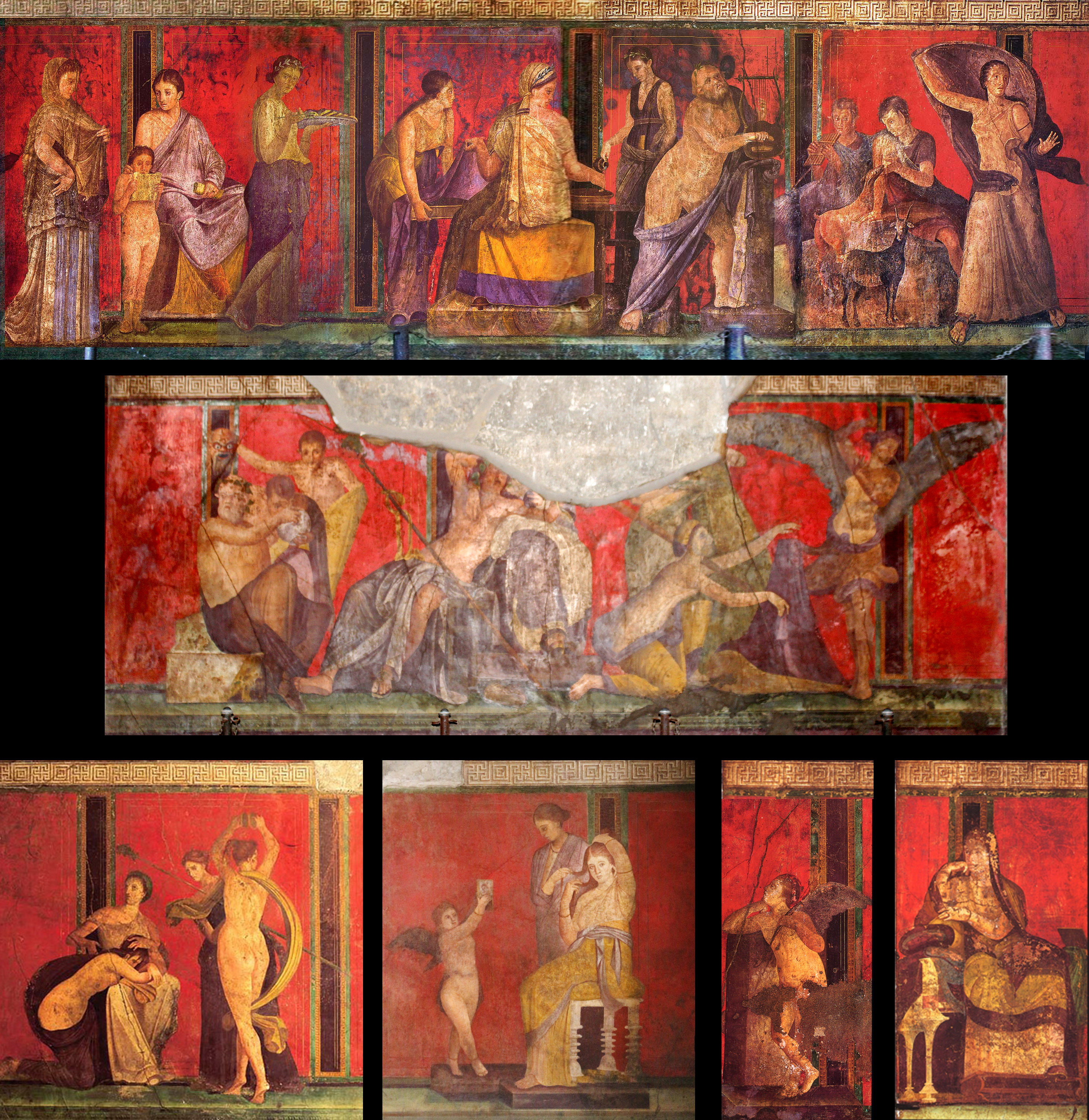
Fresce romane ale misterelor din Pompeii, secolul I î.Hr.

Termenul de mistere denumește în mod generic în istoria religiilor cultele inițiatice, cu precădere cele din antichitate. Aceste culte au jucat un rol important în reprezentările religioase și în mentalitatea lumii greco-romane. 
Termenul grec de mysterion (taină, secret) desemnează în context religios caracterul arcan al unui ritual, în care se face deosebirea între inițiați și neinițiați. Datorită acestui caracter istoria religiilor întâmpină astăzi mari dificultăți în reconstruirea conceptelor religioase manifestate prin intermediul misterelor. De reținut este că și primii creștini au fost văzuți în lumea romană inițial ca adepți ai unui cult de mistere. 
Drept surse ale riturilor care includ misterele au fost identificate atât inițierile arhaice și societățile secrete cât și un ansamblu de mituri proprii civilizațiilor agrare, în care este vorba de uciderea unui zeu ca punct de trecere la o temporalitate caracterizată de moarte, nevoia de hrană și procreare. 
Religiile de mistere sunt însă, sub forma în care au fost cunoscute în Europa, un fenomen tipic civilizației elene, chiar dacă au luat ființă prin contaminarea cu sfera religiilor orientale. Formele inițiatice tipice acestor mistere au apărut pentru prima oară în cadrul venerării zeiței agrare Demetra. Continuatoarele moderne ale misterelor sunt diversele societăți și loje secrete, precum cele ale francmasonilor, iluminaților, cercurilor esoterice etc. Acestea au în comun cu misterele antichității venerarea cultică a unui principiu divin, o bogată practică rituală care presupune inițierea și un mit respectiv concept care explică toate aspectele realității. 

## Misterele grecești

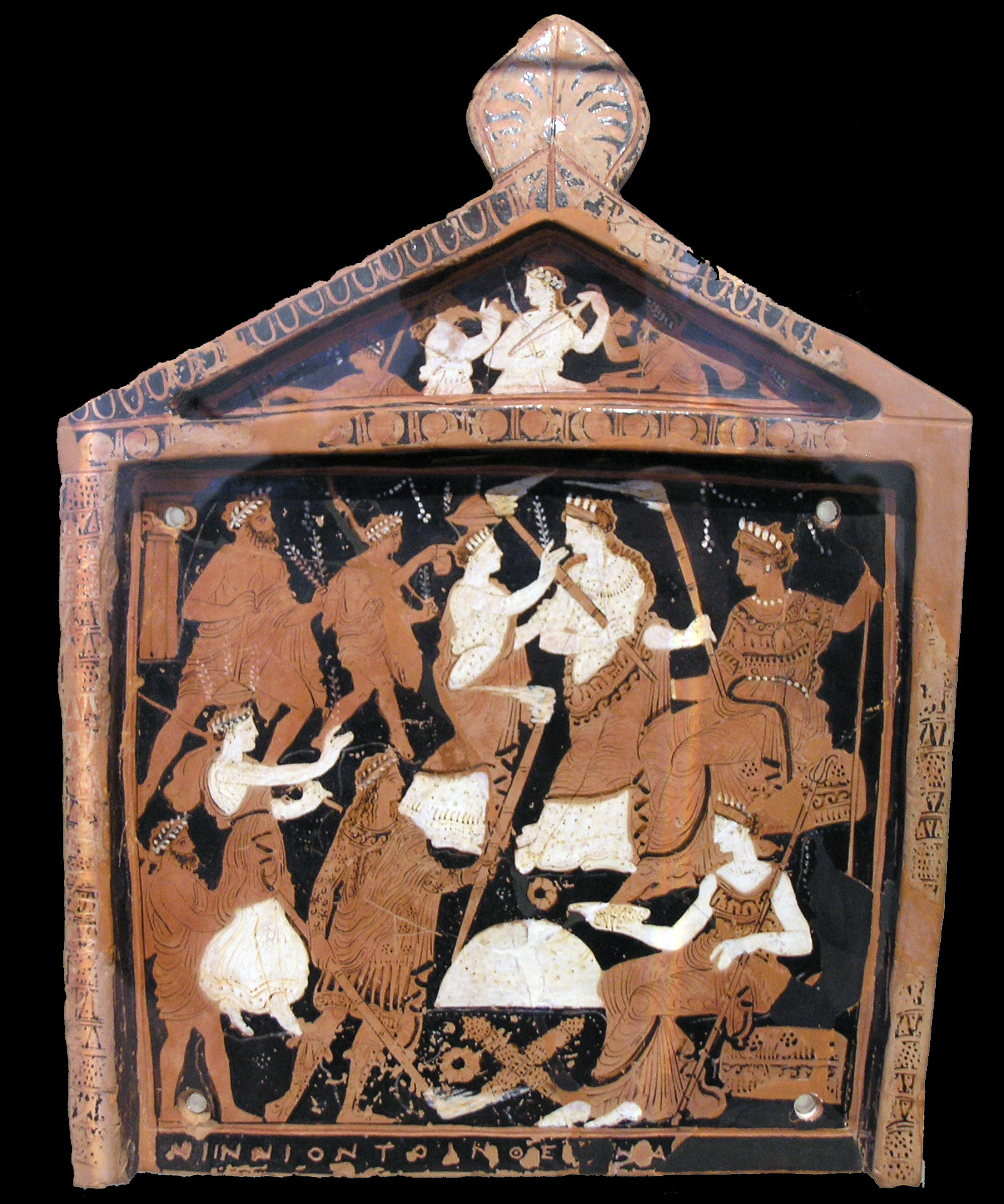
Placă votivă a misterelor din Eleusis (mijlocul secolului al IV-lea î.Hr.)

### Terminologie
Cuvântul mysterion trimite în primul rând la verbul myein ("a închide", "a încuia"). Myesis se pare că desemna, conform acestui înțeles, o inițiere preliminară în cadrul misterelor eleusine. Inițiații în aceste mistere purtau denumirea de mystes, transmisă împreună cu adjectivul mysticos și cu substantivul mysterion de către dramaturgii greci clasici.
Un alt termen central al cultului de la Eleusis este cel de teleté, înrudit cu telos ("țel", scop"), prin care era desemnată atât inițierea în sine cât și ritualurile care o însoțeau. Conform acestei semnificații templul din Eleusis se numea Telesterion. Cea mai înaltă treaptă a inițierii era Epopteia ("vederea de sus").
Ta orgia caracteriza festivitățile secrete în cinstea lui Dionis și a Demetrei prin accentuarea laturii emoționale a cultului (orgé înseamnă "înflăcărare", "pasiune", mânie"). Derivat din orgé, orgiazein putea însemna atât "a sărbători orgii" cât și, mult mai general, "a îndeplini un act solemn". Sensul profund religios al acestui termen a fost dat uitării datorită orgiilor romane și mai ales datorită condamnării acestora în literatura creștină. 

### Culte
- Misterele din Eleusis repetau în mod ritual pierderea și recuperarea Korei-Persefona de către mama ei, Demetra. Dionis a fost și el asociat acestui cult, ca zeu al fertilității.
- Cybele și Attis au fost singurii zei străini cărora grecii le-au dedicat un cult inițiatic organizat.
- Atât venerarea lui Dionis cât și orfismul au preluat uneori forme inițiatice, fără a instituționaliza însă un statut de mistere.

## Misterele în epoca Imperiului Roman
În perioada imperială se poate constata un anumit amestec între zeitățile venerate în culturi inițiatice, atributele lor devin interșanjabile și se pot subsuma unui caracter solar, ceresc. Acestuia îi sunt supuse toate personajele sau forțele divine, în maniera specifică henoteismului. Acest fenomen este influențat de monoteismul tipic cultelor din Asia Mică, care câștigă teren la Roma mai ales în decursul secolului al IV-lea. Datorită acestui sincretism misterele practicate de romani nu se excludeau reciproc, un individ putea să parcurgă treptele de inițiere a tuturor cultelor. Mai mult de atât, termenul de "mistere" a fost extins în perioada imperială târzie și asupra unor sentințe filosofice, practici de medicină și de magie. 

### Culte
- Dionis devine zeitatea centrală a unui cult inițiatic la sfârșitul secolului I d.Hr.
- Sabazios
- Isis este în perioada târzie a Imperiului venerată ca o Magna Mater care unește caracteristicile zeițelor Cybele, Minerva, Afrodita, Ceres și Iunona[4]. Soțul și fratele ei Osiris este identificat cu Sol.
- Cybele și Dea Syria
- Mitra
- Serapis
- Jupiter Dolichenus